# Brunellia inermis
Brunellia inermis är en tvåhjärtbladig växtart som beskrevs av Ruiz & Pav.. Brunellia inermis ingår i släktet Brunellia och familjen Brunelliaceae. Inga underarter finns listade i Catalogue of Life.